# IC 4336
IC 4336 — компактная вытянутая галактика типа SBb R в созвездии Гончие Псы. Поверхностная яркость — 13,1 mag/arcmin². Этот объект входит в число перечисленных в оригинальной редакции «Нового общего каталога».